# Divisione dei polinomi
In matematica, la divisione dei polinomi detta anche divisione lunga è un algoritmo che permette di trovare il quoziente tra due polinomi, di cui il secondo di grado non superiore al grado del primo. È un'operazione che si può svolgere a mano, poiché separa il problema in varie divisioni tra monomi, facilmente calcolabili.
Ricordiamo che, se i polinomi sono a coefficienti reali (o più in generale in un campo) per ogni coppia di polinomi {\displaystyle A(x)} e {\displaystyle B(x)} esistono unici altri due polinomi {\displaystyle Q(x)} e {\displaystyle R(x)} tali che:
{\displaystyle A(x)=B(x)\cdot Q(x)+R(x)}
posto che il grado di {\displaystyle R(x)} sia minore di quello di {\displaystyle B(x)}. Questo fatto è proprio degli anelli euclidei, come sono gli anelli di polinomi costruiti su un campo.
Il grado di {\displaystyle Q(x)} sarà equivalente invece alla differenza tra il grado di {\displaystyle A(x)} e quello di {\displaystyle B(x)}.
Nel caso in cui {\displaystyle R(x)=0}, {\displaystyle A(x)} sarebbe divisibile per {\displaystyle B(x)}.

## L'algoritmo
L'algoritmo comporta l'esecuzione dei seguenti passi:
1. Per prima cosa si scrivono i due polinomi in questo modo, facendo attenzione a scrivere esplicitamente anche i termini nulli di {\displaystyle A(x)} (ad esempio, {\displaystyle x^{2}-1} andrà scritto come {\displaystyle x^{2}+0x-1}).

| {\displaystyle A(x)} | {\displaystyle B(x)} |
|                      |                      |
|                      |                      |
|                      |                      |
|                      |                      |
|                      |                      |
|                      |                      |
2. Si divide il termine di grado massimo di {\displaystyle A(x)} per il termine di grado massimo di {\displaystyle B(x)} e si scrive il risultato sotto {\displaystyle B(x)}.

| {\displaystyle a_{n}x^{n}} | {\displaystyle +\dots } | {\displaystyle +a_{0}} | {\displaystyle b_{m}x^{m}+\dots +b_{0}}                     |
|                            |                         |                        | {\displaystyle {\frac {a_{n}x^{n}}{b_{m}x^{m}}}=q_{k}x^{k}} |
|                            |                         |                        |                                                             |
|                            |                         |                        |                                                             |
|                            |                         |                        |                                                             |
|                            |                         |                        |                                                             |
|                            |                         |                        |                                                             |
3. Si moltiplica questo termine {\displaystyle q_{k}x^{k}} per il polinomio {\displaystyle B(x)} e si scrive il risultato sotto {\displaystyle A(x)}, incolonnando ogni termine sotto il termine di {\displaystyle A(x)} di grado uguale.

| {\displaystyle a_{n}x^{n}}        | {\displaystyle +\dots } | {\displaystyle +a_{0}}           | {\displaystyle b_{m}x^{m}+\dots +b_{0}}                     |
| {\displaystyle b_{m}q_{k}x^{m+k}} | {\displaystyle +\dots } | {\displaystyle +b_{0}q_{k}x^{k}} | {\displaystyle {\frac {a_{n}x^{n}}{b_{m}x^{m}}}=q_{k}x^{k}} |
|                                   |                         |                                  |                                                             |
|                                   |                         |                                  |                                                             |
|                                   |                         |                                  |                                                             |
|                                   |                         |                                  |                                                             |
|                                   |                         |                                  |                                                             |
4. Si esegue la sottrazione tra {\displaystyle A(x)} e il polinomio scritto sotto di esso. Per costruzione, il termine in {\displaystyle x^{n}} si eliderà, lasciando un polinomio di grado minore ({\displaystyle n-1} o anche meno).

| {\displaystyle a_{n}x^{n}}        | {\displaystyle +\dots } | {\displaystyle +a_{0}}           | {\displaystyle b_{m}x^{m}+\dots +b_{0}}                     |
| {\displaystyle b_{m}q_{k}x^{m+k}} | {\displaystyle +\dots } | {\displaystyle +b_{0}q_{k}x^{k}} | {\displaystyle {\frac {a_{n}x^{n}}{b_{m}x^{m}}}=q_{k}x^{k}} |
| {\displaystyle //+r_{n-1}x^{n-1}} | {\displaystyle +\dots } | {\displaystyle +r_{0}}           |                                                             |
|                                   |                         |                                  |                                                             |
|                                   |                         |                                  |                                                             |
|                                   |                         |                                  |                                                             |
|                                   |                         |                                  |                                                             |
5. Se il grado di questo polinomio differenza {\displaystyle R_{1}(x)} è maggiore o uguale a quello di {\displaystyle B(x)} si ripetono le operazioni da 2 a 4 considerando adesso {\displaystyle R_{1}} come dividendo e aggiungendo il termine
{\displaystyle {\frac {r_{n-1}x^{n-1}}{b_{m}x^{m}}}=q_{k-1}x^{k-1}}
a destra del termine {\displaystyle q_{k}x^{k}}, come addendo successivo.
6. Quando si sarà raggiunto un polinomio {\displaystyle R_{i}(x)} di grado inferiore a {\displaystyle B(x)}, allora tale polinomio {\displaystyle R_{i}(x)} sarà il resto {\displaystyle R(x)} della divisione; il polinomio
{\displaystyle Q(x)=q_{k}x^{k}+q_{k-1}x^{k-1}+...+q_{0},}
formatosi mano a mano sotto {\displaystyle B(x)}, sarà invece il polinomio quoziente.

## Esempio
Per comprendere meglio l'algoritmo di divisione dei polinomi, in seguito viene svolto un esercizio a titolo d'esempio.
Dividiamo il polinomio
{\displaystyle A(x)=3x^{4}-x^{3}}
per il polinomio
{\displaystyle B(x)=x^{2}-2}

### Passo 1
Scriviamo i due polinomi {\displaystyle A(x)} e {\displaystyle B(x)} come nel modo illustrato più sopra. Così che ognuno dei due polinomi sia ordinato per grado (in modo decrescente) e siano esplicitati anche i monomi con coefficiente 0.
| {\displaystyle 3x^{4}} | {\displaystyle -x^{3}} | {\displaystyle +0x^{2}} | {\displaystyle +0x} | {\displaystyle +0} | {\displaystyle x^{2}-2} |
|                        |                        |                         |                     |                    |                         |
|                        |                        |                         |                     |                    |                         |
|                        |                        |                         |                     |                    |                         |
|                        |                        |                         |                     |                    |                         |

### Passo 2
Dividiamo il termine di grado massimo di {\displaystyle A(x)}, che risulta essere {\displaystyle 3x^{4}}, per il termine di grado massimo di {\displaystyle B(x)}, che è {\displaystyle x^{2}} e scriviamo il risultato sotto {\displaystyle B(x)}.
| {\displaystyle 3x^{4}} | {\displaystyle -x^{3}} | {\displaystyle +0x^{2}} | {\displaystyle +0x} | {\displaystyle +0} | {\displaystyle x^{2}-2} |
|                        |                        |                         |                     |                    | {\displaystyle 3x^{2}}  |
|                        |                        |                         |                     |                    |                         |
|                        |                        |                         |                     |                    |                         |
|                        |                        |                         |                     |                    |                         |

### Passo 3
Ora scriviamo, sotto {\displaystyle A(x)}, il polinomio ricavato moltiplicando il risultato della divisione dei termini di grado massimo, per il polinomio {\displaystyle B(x)}. Bisogna tenere conto dei termini con coefficiente nullo.
| {\displaystyle 3x^{4}} | {\displaystyle -x^{3}}  | {\displaystyle +0x^{2}} | {\displaystyle +0x} | {\displaystyle +0} | {\displaystyle x^{2}-2} |
| {\displaystyle 3x^{4}} | {\displaystyle +0x^{3}} | {\displaystyle -6x^{2}} | {\displaystyle +0x} | {\displaystyle +0} | {\displaystyle 3x^{2}}  |
|                        |                         |                         |                     |                    |                         |
|                        |                         |                         |                     |                    |                         |
|                        |                         |                         |                     |                    |                         |
Si può notare che, come già detto nel caso generale, i termini di grado maggiore di {\displaystyle A(x)} e del polinomio scritto sotto {\displaystyle A(x)}, sono uguali.

### Passo 4
Ora sottraiamo {\displaystyle A(x)} con il polinomio scritto al di sotto per ottenere il polinomio {\displaystyle R_{1}(x)}.
| {\displaystyle 3x^{4}} | {\displaystyle -x^{3}}  | {\displaystyle +0x^{2}} | {\displaystyle +0x} | {\displaystyle +0} | {\displaystyle x^{2}-2} |
| {\displaystyle 3x^{4}} | {\displaystyle +0x^{3}} | {\displaystyle -6x^{2}} | {\displaystyle +0x} | {\displaystyle +0} | {\displaystyle 3x^{2}}  |
| {\displaystyle //}     | {\displaystyle -x^{3}}  | {\displaystyle +6x^{2}} | {\displaystyle +0x} | {\displaystyle +0} |                         |
|                        |                         |                         |                     |                    |                         |
|                        |                         |                         |                     |                    |                         |
Il grado di {\displaystyle R_{1}(x)=-x^{3}+6x^{2}} è maggiore di quello di {\displaystyle B(x)}, dunque iteriamo il procedimento.

### Passo 2b
Dividiamo il termine di grado massimo di {\displaystyle R_{1}} che risulta essere {\displaystyle -x^{3}} per il termine di grado massimo di {\displaystyle B(x)} e scriviamo il risultato accanto a quello ottenuto precedentemente.
| {\displaystyle 3x^{4}} | {\displaystyle -x^{3}}  | {\displaystyle +0x^{2}} | {\displaystyle +0x} | {\displaystyle +0} | {\displaystyle x^{2}-2}  |
| {\displaystyle 3x^{4}} | {\displaystyle +0x^{3}} | {\displaystyle -6x^{2}} | {\displaystyle +0x} | {\displaystyle +0} | {\displaystyle 3x^{2}-x} |
| {\displaystyle //}     | {\displaystyle -x^{3}}  | {\displaystyle +6x^{2}} | {\displaystyle +0x} | {\displaystyle +0} |                          |
|                        |                         |                         |                     |                    |                          |
|                        |                         |                         |                     |                    |                          |

### Passo 3b
Ora, come nel passo 3, moltiplichiamo il risultato della divisione appena eseguita che, nel nostro esempio risulta essere {\displaystyle -x}, per il polinomio {\displaystyle B(x)} e scriviamo il risultato della moltiplicazione sotto {\displaystyle R_{1}(x)}.
| {\displaystyle 3x^{4}} | {\displaystyle -x^{3}}  | {\displaystyle +0x^{2}} | {\displaystyle +0x} | {\displaystyle +0} | {\displaystyle x^{2}-2}  |
| {\displaystyle 3x^{4}} | {\displaystyle +0x^{3}} | {\displaystyle -6x^{2}} | {\displaystyle +0x} | {\displaystyle +0} | {\displaystyle 3x^{2}-x} |
| {\displaystyle //}     | {\displaystyle -x^{3}}  | {\displaystyle +6x^{2}} | {\displaystyle +0x} | {\displaystyle +0} |                          |
|                        | {\displaystyle -x^{3}}  | {\displaystyle +0x^{2}} | {\displaystyle +2x} | {\displaystyle +0} |                          |
|                        |                         |                         |                     |                    |                          |
|                        |                         |                         |                     |                    |                          |
|                        |                         |                         |                     |                    |                          |

### Passo 4b
Eseguiamo la sottrazione tra il polinomio {\displaystyle R_{1}(x)} e il polinomio scritto sotto per ottenere {\displaystyle R_{2}(x)}.
| {\displaystyle 3x^{4}} | {\displaystyle -x^{3}}  | {\displaystyle +0x^{2}} | {\displaystyle +0x} | {\displaystyle +0} | {\displaystyle x^{2}-2}  |
| {\displaystyle 3x^{4}} | {\displaystyle +0x^{3}} | {\displaystyle -6x^{2}} | {\displaystyle +0x} | {\displaystyle +0} | {\displaystyle 3x^{2}-x} |
| {\displaystyle //}     | {\displaystyle -x^{3}}  | {\displaystyle +6x^{2}} | {\displaystyle +0x} | {\displaystyle +0} |                          |
|                        | {\displaystyle -x^{3}}  | {\displaystyle +0x^{2}} | {\displaystyle +2x} | {\displaystyle +0} |                          |
|                        | {\displaystyle //}      | {\displaystyle 6x^{2}}  | {\displaystyle -2x} | {\displaystyle +0} |                          |
|                        |                         |                         |                     |                    |                          |
|                        |                         |                         |                     |                    |                          |
Dato che il grado di {\displaystyle R_{2}(x)} non è inferiore a quello di {\displaystyle B(x)} dobbiamo iterare ancora un'altra volta il procedimento.

### Passo 2c
Dividiamo il termine di grado superiore di {\displaystyle R_{2}(x)} per il termine di grado superiore di {\displaystyle B(x)}.
| {\displaystyle 3x^{4}} | {\displaystyle -x^{3}}  | {\displaystyle +0x^{2}} | {\displaystyle +0x} | {\displaystyle +0} | {\displaystyle x^{2}-2}    |
| {\displaystyle 3x^{4}} | {\displaystyle +0x^{3}} | {\displaystyle -6x^{2}} | {\displaystyle +0x} | {\displaystyle +0} | {\displaystyle 3x^{2}-x+6} |
| {\displaystyle //}     | {\displaystyle -x^{3}}  | {\displaystyle +6x^{2}} | {\displaystyle +0x} | {\displaystyle +0} |                            |
|                        | {\displaystyle -x^{3}}  | {\displaystyle +0x^{2}} | {\displaystyle +2x} | {\displaystyle +0} |                            |
|                        | {\displaystyle //}      | {\displaystyle 6x^{2}}  | {\displaystyle -2x} | {\displaystyle +0} |                            |
|                        |                         |                         |                     |                    |                            |
|                        |                         |                         |                     |                    |                            |

### Passo 3c
Moltiplichiamo {\displaystyle B(x)} per il risultato della divisione appena eseguita e scriviamo il risultato della moltiplicazione sotto {\displaystyle R_{2}(x)}.
| {\displaystyle 3x^{4}} | {\displaystyle -x^{3}}  | {\displaystyle +0x^{2}} | {\displaystyle +0x} | {\displaystyle +0}  | {\displaystyle x^{2}-2}    |
| {\displaystyle 3x^{4}} | {\displaystyle +0x^{3}} | {\displaystyle -6x^{2}} | {\displaystyle +0x} | {\displaystyle +0}  | {\displaystyle 3x^{2}-x+6} |
| {\displaystyle //}     | {\displaystyle -x^{3}}  | {\displaystyle +6x^{2}} | {\displaystyle +0x} | {\displaystyle +0}  |                            |
|                        | {\displaystyle -x^{3}}  | {\displaystyle +0x^{2}} | {\displaystyle +2x} | {\displaystyle +0}  |                            |
|                        | {\displaystyle //}      | {\displaystyle 6x^{2}}  | {\displaystyle -2x} | {\displaystyle +0}  |                            |
|                        |                         |                         |                     |                     |                            |
|                        |                         | {\displaystyle 6x^{2}}  | {\displaystyle +0x} | {\displaystyle -12} |                            |

### Passo 4c
Eseguiamo la sottrazione tra {\displaystyle R_{2}(x)} e il polinomio scritto sotto per ottenere il polinomio {\displaystyle R_{3}(x)}.
| {\displaystyle 3x^{4}} | {\displaystyle -x^{3}}  | {\displaystyle +0x^{2}} | {\displaystyle +0x} | {\displaystyle +0}  | {\displaystyle x^{2}-2}    |
| {\displaystyle 3x^{4}} | {\displaystyle +0x^{3}} | {\displaystyle -6x^{2}} | {\displaystyle +0x} | {\displaystyle +0}  | {\displaystyle 3x^{2}-x+6} |
| {\displaystyle //}     | {\displaystyle -x^{3}}  | {\displaystyle +6x^{2}} | {\displaystyle +0x} | {\displaystyle +0}  |                            |
|                        | {\displaystyle -x^{3}}  | {\displaystyle +0x^{2}} | {\displaystyle +2x} | {\displaystyle +0}  |                            |
|                        | {\displaystyle //}      | {\displaystyle 6x^{2}}  | {\displaystyle -2x} | {\displaystyle +0}  |                            |
|                        |                         | {\displaystyle 6x^{2}}  | {\displaystyle +0x} | {\displaystyle -12} |                            |
|                        |                         | {\displaystyle //}      | {\displaystyle -2x} | {\displaystyle +12} |                            |
Siamo giunti a {\displaystyle R_{3}(x)=-2x+12}, che ha grado strettamente minore di {\displaystyle B(x)=x^{2}-2}, dunque il resto è
{\displaystyle R(x)=R_{3}(x)}
e il quoziente della nostra divisione è
{\displaystyle Q(x)=3x^{2}-x+6}
possiamo quindi scrivere
{\displaystyle {\begin{aligned}A(x)=B(x)&\cdot Q(x)+R(x)\\&\Downarrow \\3x^{4}-x^{3}=(x^{2}-2)&\cdot (3x^{2}-x+6)+(-2x+12)\end{aligned}}}

## Regola di Ruffini
Una versione più sintetica di questo procedimento è attuabile quando il divisore B è della forma {\displaystyle B(x)=x-r} o {\displaystyle B(x)=ax-k}, un binomio di primo grado. Tale regola è stata esposta da Paolo Ruffini per la prima volta nel 1810.